# ایران ائوری
ایران اِئوری (اسپانیایی: Irán Eory‎؛ ۲۱ اکتبر ۱۹۳۷ – ۱۰ مارس ۲۰۰۲) بازیگر و خواننده اهل مکزیک بود.
او در شهر تهران از پدری اتریشی و مادری ایرانی زاده شد و به سبب محل تولد خود یعنی کشورِ ایران، با نام هنری «ایران» شناخته می‌شد.
ایران اِئوری در کشور اسپانیا رشد یافت و بعدها در مسابقات ملکهٔ زیبایی در کشور موناکو که با نام شاهزاده رینیه سوم، شاهزاده موناکو شناخته می‌شد، شرکت کرد. سپس وارد دنیای بازیگری شد و در دههٔ ۶۰ میلادی به مکزیک مهاجرت کرد و در آنجا به بازیگری، خوانندگی و تهیهٔ تئاتر پرداخت.
ایران اِئوری در سن ۶۴ سالگی بر اثر آمبولی مغزی درگذشت و در «پانتئون لاس لاموس» در مکزیکو سیتی به خاک سپرده شد. او فرزندی نداشت.
از فیلم‌های او می‌توان به جاسوسی در لیسبون و انتقام زورو اشاره کرد.